# Eleições em 2012

Mapa dos países onde as eleições presidenciais foram realizadas durante 2012

Este artigo lista as eleições que ocorreram em 2012.

## Janeiro
- 3 de janeiro - Eleições nas Ilhas Marshall - Presidente indireta
- 3 - 4 de janeiro e 10 - 11 de janeiro -  Eleições no Egito - Legislativo 3.º turno
- 13 de janeiro - Eleições no Kiribati - Presidente
- 13 de janeiro - Eleições no Taiwan - Presidente e Legislativo
- 15 de janeiro - Eleições no Cazaquistão - Legislativo
- 22 de janeiro - Eleições na Finlândia - Presidente 1º turno
- 22 de janeiro - Eleições na Croácia - Referendo
- 29 de janeiro - Eleições no Camboja - Senado indireta
- 29 - 30 de janeiro e 5 - 6 de fevereiro - Eleições no Egito - Shura 1º turno

## Fevereiro
- 2 de fevereiro - Eleições no Kuwait - Legislativo
- 5 de fevereiro - Eleições na Finlândia - Presidente 2º turno
- 12 de fevereiro - Eleições no Turcomenistão - Presidente
- 14 - 15 de fevereiro e 5 - 22 de fevereiro - Eleições no Egito - Shura 2º turno
- 18 de fevereiro - Eleições na Letónia - Referendo constitucional
- 21 de fevereiro - Eleições no Iémen - Presidente
- 26 de fevereiro - Eleições no Senegal - Presidente 1º turno
- 26 de fevereiro - Eleições na Síria - Referendo constitucional

## Março
- 2 de março - Eleições no Irã - Legislativo 1º turno
- 2 de março - Eleições no Paquistão - Senado indireta
- 4 de março - Eleições na Rússia - Presidente
- 7 de março - Eleições no Belize - Legislativo
- 10 de março - Eleições na Eslováquia - Legislativo
- 11 de março - Eleições em El Salvador - Legislativo
- 11 de março - Eleições na Suíça - Referendo
- 16 de março - Eleições na Moldávia - Presidente indireta
- 17 de março - Eleições em Timor-Leste - Presidente 1.º turno
- 18 de março - Eleições na Guiné Bissau - Presidente 1.º turno
- 18 de março - Eleições na Alemanha - Presidente indireta
- 25 de março - Eleições no Senegal - Presidente 2.º turno
- 25 de março - Eleições na Eslovênia - Referendo
- 29 de março - Eleições na Gambia - Legislativo

## Abril
- 10 de abril - Eleições na Coreia do Sul - Legislativo
- 16 de abril - Eleições em Timor-Leste - Presidente 2.º turno
- 22 de abril - Eleição na França - Presidente 1.º turno
- 29 de abril - Eleições na Guiné-Bissau - Presidente 2.º turno

## Maio
- 2 de maio - Eleição na Hungria - Presidente indireta
- 4 de maio - Eleição no Irã - Legislativo 2º turno
- 6 de maio - Eleição na Armênia - Legislativo
- 6 de maio - Eleição na França - Presidente 2º turno
- 6 de maio - Eleição na Grécia - Legislativo
- 6 de maio - Eleição na Sérvia - Presidente 1º turno e Legislativo
- 7 de maio - Eleições nas Bahamas - Legislativo
- 7 de maio - Eleições na Síria - Legislativo
- 10 de maio - Eleições na Argélia - Legislativo
- 20 de maio - Eleição na Dominica - Presidente
- 20 de maio - Eleição na Sérvia - Presidente 2º turno
- 23 e 24 de maio - Eleição no Egito - Presidente 1.º turno
- 26 de maio - Eleição no Lesoto - Legislativo
- 31 de maio - Eleição na Irlanda - Constituição

## Junho
- 10 de junho - Eleição na França - Legislativa 1. turno
- 16 e 17 de junho - Eleição no Egito - Presidente 2.º turno
- 17 de junho - Eleição na França - Legislativa 2.º turno
- 17 de junho - Eleição na Grécia - Legislativo
- 23 de junho - Eleição na Papua-Nova Guiné - Legislativa
- 28 de junho - Eleição na Mongólia - Legislativa
- 30 de junho - Eleições na Islândia - Presidente
- Junho -  Eleição na República Checa - Legislativa

## Julho
- 1 de julho - Eleições no México - Presidente e Congresso
- 1 de julho - Eleição no Senegal - Legislativa
- 7 de julho - Eleição em Timor-Leste - Legislativa
- 8 de julho - Eleição no Camarões - Legislativa
- 15 de Julho -  Eleição na República do Congo - Legislativa 1.º turno
- 19 de julho - Eleições na Índia - Presidente
- Julho - Eleições na Albânia - Presidente

## Agosto
- 5 de agosto -  Eleição na República do Congo - Legislativa 2.º turno
- 31 de agosto - Eleição na Angola - Legislativa

## Setembro
- 10 de setembro - Eleições na Somália - Presidente
- 12 de setembro - Eleição nos Países Baixos - Legislativa
- 23 de setembro - Eleição na Bielorrússia - Legislativa
- 23 de setembro - Eleição na Suíça - Referendo

## Outubro
- 1 de outubro - Eleição na Geórgia - Legislativa
- 7 de outubro - Eleições na Venezuela - Presidente
- 7 de outubro - Eleições no Brasil - Municipal 1.º turno
- 12 de outubro e 13 - Eleições na República Checa - Senado  1.º turno
- 14 de outubro - Eleições na Lituânia - Legislativo 1.º turno e Referendo
- 14 de outubro - Eleições no Montenegro - Legislativa
- 19 de outubro e 20 - Eleições na República Checa - Senado  2º turno
- 20 de outubro - Eleições na Islândia - Referendo
- 28 de outubro - Eleições no Brasil - Municipal 2.º turno
- 28 de outubro - Eleições na Lituânia - Legislativo 2.º turno
- 28 de outubro - Eleições na Ucrânia - Legislativo
- 30 de outubro - Eleições em Vanuatu - Legislativo

## Novembro
- 6 de novembro - Eleições nos Estados Unidos - Presidente
- 6 de novembro - Eleições no Palau - Presidente e Legislativo
- 10 de novembro - Eleições na Irlanda - Referendo
- 11 de novembro - Eleições na Eslovênia - Presidente
- 11 de novembro -  Eleições em San Marino - Legislativa
- 17 de novembro - Eleições na Serra Leoa - Presidente e Legislativo
- 30 de novembro - Eleições no Madagascar - Presidente e Legislativo

## Dezembro
- 2 de dezembro -  Eleições no Burkina Faso - Legislativa
- 9 de dezembro - Eleições na Roménia - Legislativo
- 7 de dezembro -  Eleições no Gana - Presidente 1.° turno
- 19 de dezembro -  Eleições na Coreia do Sul - Presidente
- 28 de dezembro -  Eleições no Gana - Presidente 2.° turno e Legislativo
- Dezembro -  Eleições na Bermuda - Legislativa
- Dezembro -  Eleições no Butão - Constituição